# Seven de Estados Unidos 2019
El Seven de Estados Unidos de 2019 fue la decimosexta edición del torneo estadounidense de rugby 7, fue el quinto torneo de la temporada 2018-19 de la Serie Mundial Masculina de Rugby 7.
Se disputó en la instalaciones del Sam Boyd Stadium de Las Vegas, Nevada.

## Fase de grupos

### Grupo A
| Equipo        | Encuentros | Encuentros | Encuentros | Encuentros | Tantos  | Tantos    | Tantos     | Puntos |
| Equipo        | jugados    | ganados    | empatados  | perdidos   | a favor | en contra | diferencia | Puntos |
| ------------- | ---------- | ---------- | ---------- | ---------- | ------- | --------- | ---------- | ------ |
| Nueva Zelanda | 3          | 3          | 0          | 0          | 85      | 26        | +59        | 9      |
| Samoa         | 3          | 2          | 0          | 1          | 52      | 73        | −21        | 7      |
| España        | 3          | 0          | 1          | 2          | 40      | 57        | −17        | 4      |
| Canadá        | 3          | 0          | 1          | 2          | 50      | 71        | −21        | 4      |

Nota: Se otorgan 3 puntos al equipo que gane un partido, 2 al que empate y 1 al que pierda

### Grupo B
| Equipo         | Encuentros | Encuentros | Encuentros | Encuentros | Tantos  | Tantos    | Tantos     | Puntos |
| Equipo         | jugados    | ganados    | empatados  | perdidos   | a favor | en contra | diferencia | Puntos |
| -------------- | ---------- | ---------- | ---------- | ---------- | ------- | --------- | ---------- | ------ |
| Argentina      | 3          | 2          | 0          | 1          | 62      | 63        | −1         | 7      |
| Estados Unidos | 3          | 2          | 0          | 1          | 69      | 46        | +23        | 7      |
| Francia        | 3          | 1          | 0          | 2          | 56      | 43        | +13        | 5      |
| Kenia          | 3          | 1          | 0          | 2          | 41      | 76        | −35        | 5      |

### Grupo C
| Equipo     | Encuentros | Encuentros | Encuentros | Encuentros | Tantos  | Tantos    | Tantos     | Puntos |
| Equipo     | jugados    | ganados    | empatados  | perdidos   | a favor | en contra | diferencia | Puntos |
| ---------- | ---------- | ---------- | ---------- | ---------- | ------- | --------- | ---------- | ------ |
| Sudáfrica  | 3          | 2          | 1          | 0          | 60      | 17        | +43        | 8      |
| Inglaterra | 3          | 2          | 0          | 1          | 65      | 41        | +24        | 7      |
| Japón      | 3          | 1          | 0          | 2          | 31      | 64        | −33        | 5      |
| Chile      | 3          | 0          | 1          | 2          | 12      | 46        | −34        | 4      |

### Grupo D
| Equipo    | Encuentros | Encuentros | Encuentros | Encuentros | Tantos  | Tantos    | Tantos     | Puntos |
| Equipo    | jugados    | ganados    | empatados  | perdidos   | a favor | en contra | diferencia | Puntos |
| --------- | ---------- | ---------- | ---------- | ---------- | ------- | --------- | ---------- | ------ |
| Australia | 3          | 3          | 0          | 0          | 76      | 27        | +49        | 9      |
| Fiyi      | 3          | 2          | 0          | 1          | 84      | 52        | +32        | 7      |
| Escocia   | 3          | 1          | 0          | 2          | 43      | 74        | −31        | 5      |
| Gales     | 3          | 0          | 0          | 3          | 28      | 78        | −50        | 3      |

## Fase Final

### Cuartos de final
| 2 de marzo | Nueva Zelanda | 19 - 14 | Fiyi |  |  |

| 2 de marzo | Sudáfrica | 10 - 29 | Estados Unidos |  |  |

| 2 de marzo | Australia | 20 - 21 | Samoa |  |  |

| 2 de marzo | Argentina | 26 - 21 | Inglaterra |  |  |

### Semifinal
| 3 de marzo | Nueva Zelanda | 19 - 24 | Estados Unidos |  |  |

| 3 de marzo | Samoa | 33 - 19 | Argentina |  |  |

### Final
| 3 de marzo | Estados Unidos | 27 - 0 | Samoa |  |  |

| Bandera de Estados Unidos |
| Campeón Estados Unidos    |
| 1º título del circuito    |